# Eténiumion

etén kation(C_{2}H_{5}^{+})

Az eténiumion az eténből protonfelvétellel keletkező ion, képlete C2H+5. A szerkezetét le lehet vezetni egy eténmolekulából C2H4 protonfelvétellel vagy egy etánmolekulából (C2H6) elvonva egy hidrogénaniont (H−).

## Előállítása
Elő lehet állítani eténgázt sugárzásnak kitéve, vagy etán erős savakkal való reakciójában, mint a H+3, HeH+, N2H+,N2OH+, CH+5 és HCO+. Ekkor a C2H+7 etén kationra és hidrogénre disszociál.

## Reakciói
Az eténiumion alacsony hőmérsékleten reagál a metánnal, a reakcióban propén kation C3H+7 és hidrogén keletkezik. Az eténiumion nagyon reakcióképes vegyület.

## Szerkezete
A eténiumionban a pozitív töltés egyenletesen oszlik meg a két szénatom között.

## Fordítás
Ez a szócikk részben vagy egészben  az   Ethenium című angol Wikipédia-szócikk fordításán alapul.  Az eredeti cikk szerkesztőit annak laptörténete sorolja fel. Ez a jelzés csupán a megfogalmazás eredetét és a szerzői jogokat jelzi, nem szolgál a cikkben szereplő információk forrásmegjelöléseként.